# Bohemians Praga (klub piłkarski)
FK Bohemians Praga (w latach 1996–2005 FC Střížkov Praga 9) – czeski klub piłkarski z siedzibą w Pradze, utworzony w 1996 r. z połączenia Dropy Střížkov oraz Kompresorów Prosek i zlikwidowany w 2017 r.
25 maja 2009 zapadła decyzja w trwającym 4 lata sporze pomiędzy Bohemians 1905, a Bohemians Praga dotyczącym prawa do używania symbolu kangura, nazwy i braw klubowych. Decyzją urzędu jedynym uprawnionym do używania tych znaków i barw jest klub Bohemians 1905.
15 kwietnia 2010 klub został ukarany przez Komisję Dyscyplinarną Związku Piłki Nożnej Republiki Czeskiej odjęciem 20 punktów, walkowerem 0:3 dla Bohemians 1905 oraz karą pieniężną w wysokości 6 mln koron czeskich za odmowę rozegrania meczu z Bohemians 1905 w dniu 10 kwietnia oraz za bezpodstawne oskarżenie jednego z piłkarzy Sigmy Ołomuniec o przekupstwo. Ostatecznie zmniejszono odjęcia punktów do 15. Drużyna zajęła ostatnie miejsce w tabeli, spadając tym samym do II ligi. Jednakże w czerwcu 2010 r. klub nie otrzymał licencji na grę w II lidze po tym, gdy odmówił zapłacenia grzywny W konsekwencji klub został zdegradowany do III ligi.
W 2011 r. klub wygrał rozgrywki III ligi i awansował do II ligi.